# فلوجرد
فلوجرد، روستایی از توابع بخش مرکزی شهرستان تفرش در استان مرکزی ایران است.

## عکس‌ها

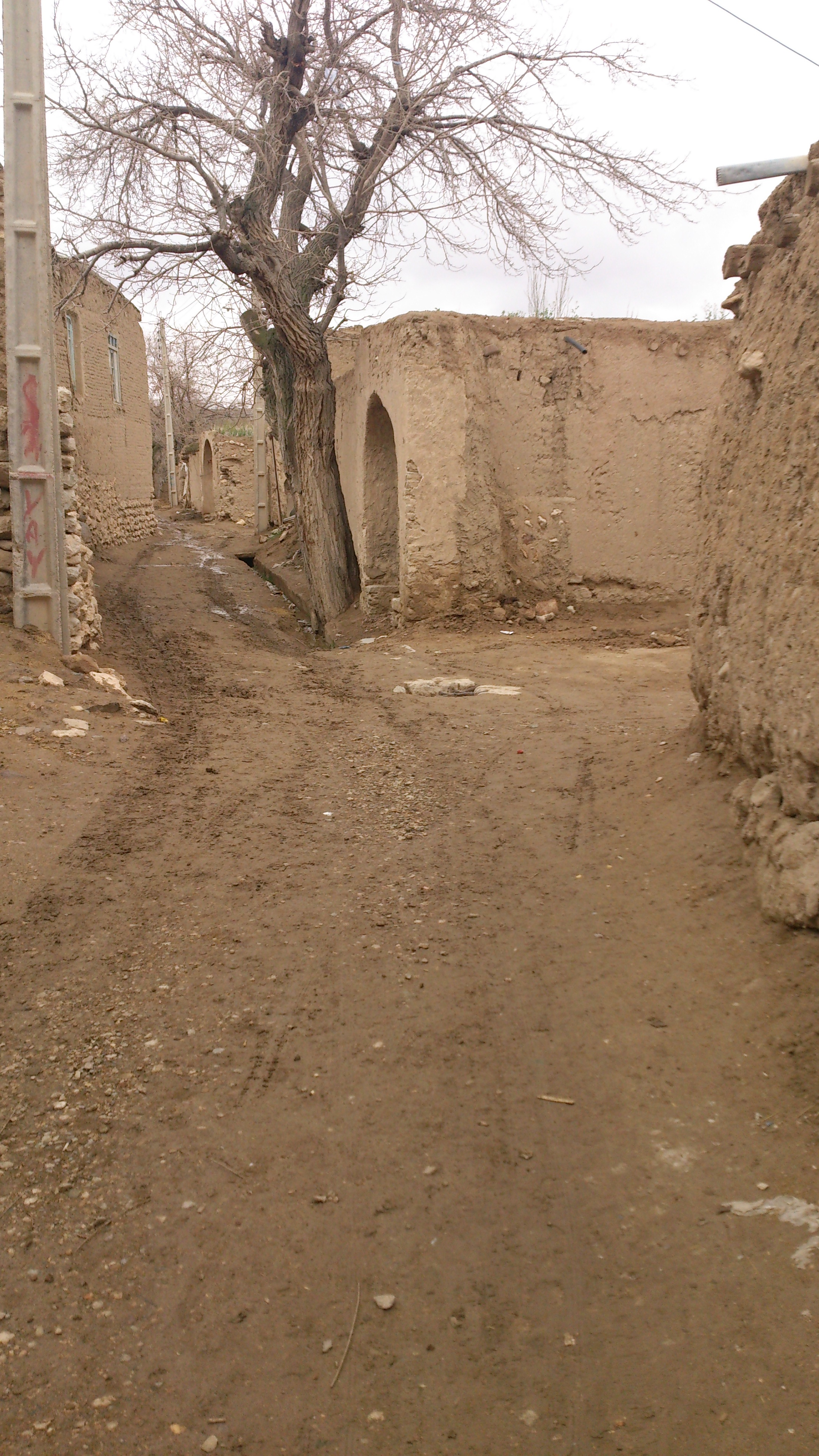
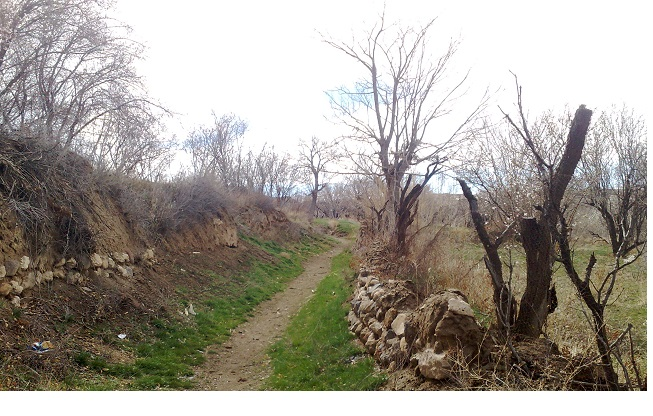
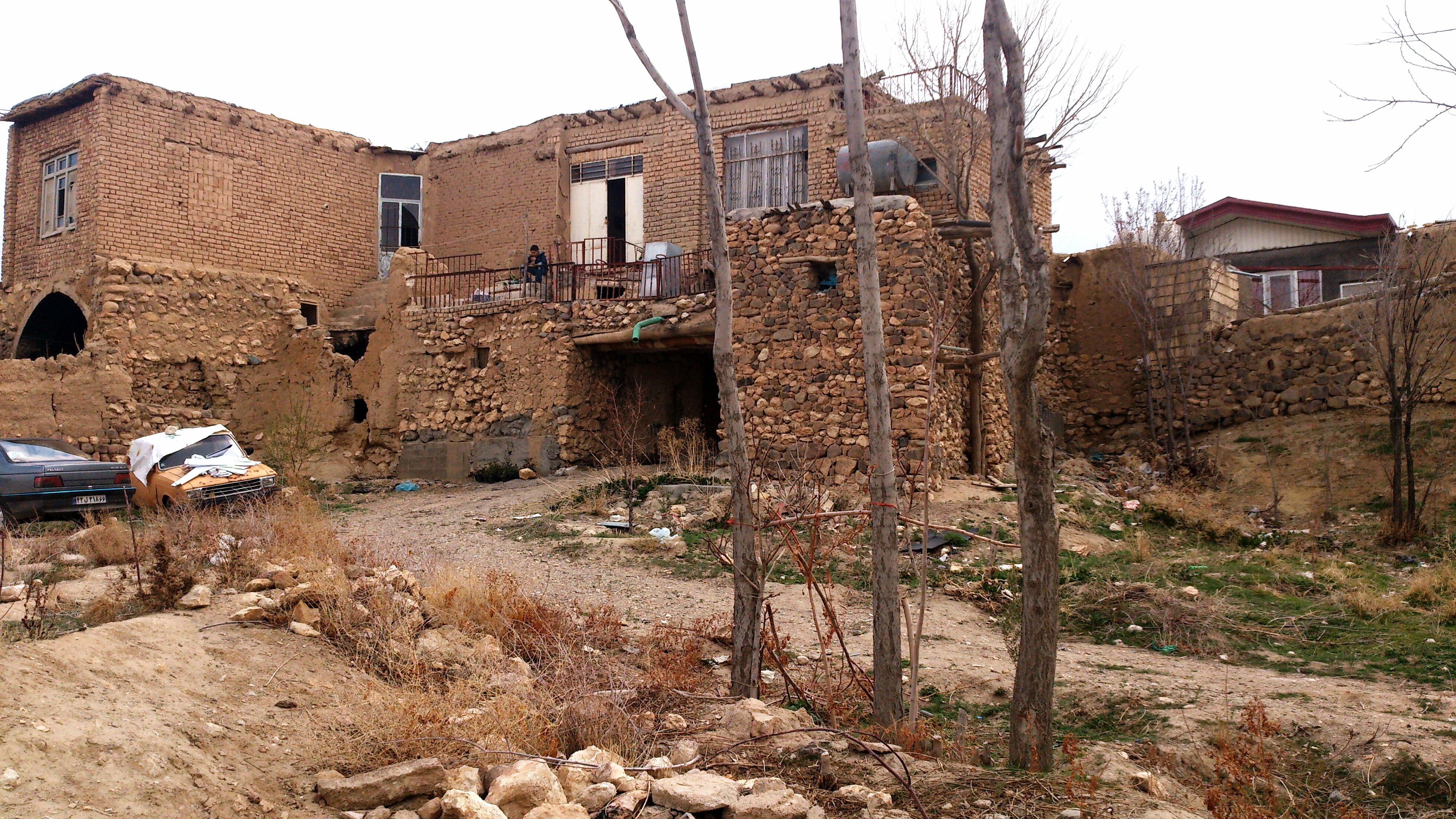

## جمعیت
این روستا در دهستان رودبار قرار دارد و براساس سرشماری مرکز آمار ایران در سال ۱۳۸۵، جمعیت آن ۸۱ نفر (۲۵خانوار) بوده‌است. زبان روستا ترکی است.

## محصولات
قسمت عمده محصولات این روستا را بادام، گردو، سنجد، پسته، یونجه، خیار، گوجه، انار، انجیر و زرد آلو تشکیل می‌دهد.